# ناحیه ادن، شهرستان لیک، میشیگان
ناحیه ادن (به انگلیسی: Eden Township) یک منطقهٔ مسکونی در ایالات متحده آمریکا است که در شهرستان لیک، میشیگان واقع شده‌است.
 ناحیه ادن ۹۴٫۶ کیلومتر مربع مساحت و ۳۷۷ نفر جمعیت دارد و ۲۹۹ متر بالاتر از سطح دریا واقع شده‌است.